# محدد حلقة (جبر)
في الجبر، محدد حلقة R (بالإنجليزية: Characteristic of a ring)، والذي يُرمز إليه ب char(R)، هو أصغر عدد من المرات حيث يستعمل العنصر المحايد بالنسبة لعملية الضرب من أجل الحصول على العنصر المحايد بالنسبة إلى عملية الجمع.
بتعبير آخر، محدد حلقة هو أصغر عدد موجب n حيث :
{\displaystyle \underbrace {1+\cdots +1} _{n{\text{ summands}}}=0}
إذا كان هذا العدد موجودا. إذا لم يكن موجودا، فإن محدد الحلقة يساوي الصفر.
{\displaystyle \underbrace {a+\cdots +a} _{n{\text{ summands}}}=0}